# أنطونيو بورتا
أنطونيو بورتا (بالإسبانية: Antonio Porta)‏ مواليد 28 أكتوبر 1983، هو لاعب كرة سلة أرجنتيني بدأ مسيرته الاحترافية في سنة 2000 يلعب في الدوري الدنماركي لكرة السلة ويحمل الرقم 5.

## فرق لعب لها
- نادي بلد الوليد لكرة السلة

## الميداليات
| الميدالية | المسابقة                             |
| --------- | ------------------------------------ |
| فضية      | بطولة أمم الأمريكتين لكرة السلة 2005 |
| فضية      | بطولة أمم الأمريكتين لكرة السلة 2007 |

## روابط خارجية
- أنطونيو بورتا على موقع الاتحاد الدولي لكرة السلة (الإنجليزية)
- أنطونيو بورتا على موقع الدوري الإسباني لكرة السلة (الإسبانية)
- أنطونيو بورتا على موقع كرة السلة الأوروبية.كوم (الإنجليزية)
- أنطونيو بورتا على موقع ريلجم (الإنجليزية)
- أنطونيو بورتا على موقع بروبوليرز (الإنجليزية)
- أنطونيو بورتا على موقع سبورتس رفرنس (الإنجليزية)
- أنطونيو بورتا على موقع أوليمبيديا (الإنجليزية)